# Brody (Nowy Tomyśl)
Pour les articles homonymes, voir Brody.
Brody (prononciation : [ˈbrɔdɨ]) est un village polonais de la gmina de Lwówek dans le powiat de Nowy Tomyśl de la voïvodie de Grande-Pologne dans le centre-ouest de la Pologne.
Il se situe à environ 9 kilomètres à l'est de Lwówek (siège de la gmina), à 18 kilomètres au nord-est de Nowy Tomyśl (siège du powiat) et à 43 kilomètres à l'ouest de Poznań (capitale régionale).

## Histoire
De 1793 à 1918, Brody fait partie de l'arrondissement de Kosten jusqu'en 1818 puis de l'arrondissement de Buk jusqu'en 1887 puis de l'arrondissement de Neutomischel dans le district de Posen au sein de la province de Posnanie.
De 1975 à 1998, le village faisait partie du territoire de la voïvodie de Poznań.

Depuis 1999, Brody est situé dans la voïvodie de Grande-Pologne.
Le village possède une population de 767 habitants en 2013.